# Экспортный кредит
Экспортный кредит (англ. Export Credit, нем. Exportkredit) - кредит, предоставляемый сторонами по внешнеторговой сделке (экспортёром и импортёром) в процессе экспорта. Экспортный кредит представляет собой коммерческий (товарный) кредит, предоставляемый в виде отсрочки платежа или предоплаты товара.

## Экспортный кредит продавца
Экспортный кредит чаще всего предоставляется продавцом покупателю. Такой кредит представляет собой инструмент продвижения товара на мировой рынок. Его предоставление позволяет расширить количество потенциальных покупателей по сравнению с вариантом немедленной или предварительной оплаты за поставляемый товар. Однако предоставление такого кредита связано с риском для продавца неполучения оплаты за поставленный товар. Для снижения риска применяются различные финансовые технологии: подтверждённый документарный аккредитив и/или страхование экспортных кредитов и/или государственные или банковские гарантии.

## Экспортный кредит покупателя
Экспортный кредит может быть предоставлен покупателем продавцу в виде предоплаты за поставленный товар. Предоставление такого кредита связано с риском для покупателя вследствие невыполнения своих обязательств по поставке товаров, оказанию услуг продавцом. Для защиты от риска также применяется страхование экспортных кредитов.

## Виды и условия экспортного кредита
Срок, на который предоставляется кредит может быть различным:
- Краткосрочный кредит (до 2-х лет)
- Среднесрочный кредит (от 2-х до 5 лет)
- Долгосрочный кредит (от 5 до 10 лет)

Цена товара при заключении внешнеторгового контракта с предоставлением кредита отличается от цены товара на условиях немедленной поставки и оплаты товара. Если кредит предоставляет продавец покупателю, то в цену товара закладывается процентная ставка за кредит, т.е. товар продаётся дороже, чем при оплате против поставки. Если кредит предоставляет покупатель продавцу, то цена товара снижается на стоимость кредита.